# Liste der Amiga-CD32-Spiele
Das Amiga CD32 war eine Spielkonsole von Commodore, die 1993 das CDTV ablöste und bis 1995 vermarktet wurde. In dieser Zeit wurden 175 Spiele für die Konsole veröffentlicht, die in dieser Liste aufgezählt werden. Nicht enthalten sind CDTV-Spiele, die auch auf dem CD32 lauffähig sind. Ebenso wenig enthalten sind Hobbyprojekte, Shareware-Titel, unveröffentlichte Spiele, Prototypen oder Programme, die nach der Einstellung der Konsole 1995 veröffentlicht wurden.

## A
- Akira
- Alfred Chicken
- Alien Breed 3D
- Alien Breed Special Edition & Qwak
- Alien Breed: Tower Assault
- Arabian Nights
- Arcade Pool
- Assassins 1
- Assassins 2
- Assassins 3
- Assassins 4
- ATR: All Terrain Racing

## B
- Banshee
- Base Jumpers
- Battle Chess
- Battletoads
- Beavers
- Beneath a Steel Sky
- Benefactor
- The Big 6 (Dizzy Series)
- Black Viper
- Brian the Lion Starring In: Rumble in the Jungle
- Brutal: Paws of Fury
- Brutal Sports Football
- Bubba ’n’ Stix
- Bubble and Squeak
- Bump ’N’ Burn

## C
- Cannon Fodder
- Castle II: Siege & Conquest
- Chambers of Shaolin
- The Chaos Engine
- Chuck Rock
- Chuck Rock II: Son of Chuck
- Clockwiser: Time is Running Out...
- The Clue!

## D
- D/Generation
- Dangerous Streets
- Dangerous Streets / Wing Commander
- Dark Seed
- Death Mask
- Deep Core
- Defender of the Crown II
- Dennis
- Diggers
- Diggers / Oscar
- Disposable Hero
- Donk!: The Samurai Duck
- Dragonstone

## E
- Emerald Mines
- Exile

## F
- F-17 Challenge / Project X
- Fears
- Fields of Glory
- Fightin’ Spirit
- The Final Gate
- Fire and Ice
- Fire Force
- Fly Harder
- Frontier: Elite II
- Fury of the Furries

## G
- Gamer’s Delight
- Gamer’s Delight 2
- Games & Goodies
- Global Effect
- Gloom
- Grandslam Gamer Gold Collection: Bump ’N’ Burn / Jetstrike / Nich Faldo’s Golf
- Guardian
- Gulp!
- Gunship 2000

## H
- Heimdall 2: Into the Hall of Worlds
- HeroQuest 2: Legacy of Sorasil
- The Humans (aka The Humans 1 & 2)
- The Humans 3: Evolution - Lost in Time

## I
- Impossible Mission 2025
- Erben der Erde (nur auf Deutsch)
- International Karate +
- International Open Golf Championship

## J
- James Pond 2: Codename: RoboCod
- James Pond 3: Operation Starfish
- Jetstrike
- John Barnes European Football
- Jungle Strike

## K
- Kang Fu
- Kid Chaos
- Kingpin: Arcade Sports Bowling

## L
- The Labyrinth of Time
- Lamborghini American Challenge (similar to Crazy Cars III, but enhanced)
- Last Ninja 3
- Legends
- Liberation: Captive 2
- Litil Divil
- The Lost Vikings
- Lotus Trilogy, The Classic
- Lunar-C / Overkill

## M
- Mag!!! (nur auf Deutsch)
- Magic Island: The Secret of Stones (Czech only)
- Manchester United: Premier League Champions
- Marvin’s Marvellous Adventure
- Mean Arenas
- Microcosm
- The Misadventures of Flink
- Morph
- Myth: History in the Making

## N
- Naughty Ones
- Nick Faldo’s Championship Golf
- Nigel Mansell’s World Championship
- Now That's What I Call Games
- Now That's What I Call Games 2

## O
- Oscar
- Out to Lunch: Pierre the Chef is

## P
- PGA European Tour
- Pinball Fantasies
- Pinball Illusions
- Pinball Prelude
- Pinocchio
- Pirates! Gold
- Power Drive
- Power-Games
- Premiere
- Prey: An Alien Encounter
- Project X / Ultimate Body Blows

## Q
- Quik the Thunder Rabbit

## R
- Rise of the Robots
- RoadKill
- Ryder Cup: Johnnie Walker

## S
- Sabre Team
- Seek and Destroy
- Sensible Soccer: International Edition
- The Seven Gates of Jambala
- Shadow Fighter
- Simon the Sorcerer
- Sixth Sense Investigations
- Skeleton Krew
- Sleepwalker
- Sleepwalker / Pinball Fantasies
- Soccer Kid
- Soccer Superstars
- Speedball 2: Brutal Deluxe
- The Speris Legacy
- Sports: Football
- Star Crusader
- Striker
- Strip Pot
- Subwar 2050
- Summer Olympix
- Super League Manager
- Super Methane Bros
- Super Putty
- Super Skidmarks
- Super Stardust
- Super Street Fighter II Turbo
- Superfrog
- Surf Ninjas
- Syndicate

## T
- Theme Park
- Thomas the Tank Engine & Friends Pinball
- Top 100 Games CD32
- Top Gear 2
- Total Carnage
- Trivial Pursuit
- Trolls

## U
- UFO: Enemy Unknown
- Ultimate Body Blows
- Ultimate Super Skidmarks
- Universe

## V
- Vital Light

## W
- Wembley International Soccer
- Wendetta 2175
- Whale’s Voyage
- Whizz
- Wild Cup Soccer
- Will Bridge: Initiation Junior
- Word Construction Set
- Worms

## Z
- Zool
- Zool 2